# Rejogabilidade
Rejogabilidade ou, em inglês, replay value é um termo encontrado em combinação com jogos eletrônicos. Jogos para consoles e computadores usam o termo para descrever o valor de entretenimento que faz com que um jogo seja jogado mais de uma vez. Em alguns casos, fatores que influenciar a rejogabilidade são resultado da programação do jogo (personagens extra, finais alternativos, etc). Em outros casos, a rejogabilidade se baseia inteiramente em gostos pessoais; um jogador que aprecia um jogo devido à música ou gráficos, que considera o jogo interessante ou, no caso de produtos licenciados, devido à lealdade para com a linha do produto. Generalizando, um jogo com ambientes dinâmicos, IA desafiante, uma grande variedade de meios de se alcançar objetivos e uma história interessante irá fazer com que o jogador queira jogar mais e completá-lo novamente.